# NN-66
La carretera NN‑66 es una vía colectora secundaria localizada en el departamento de Jinotega. Comunica la cabecera municipal de Santa María de Pantasma con las zonas rurales ubicadas al sur. Fue mejorada a inicios de la década de 2010 por el MTI para facilitar el acceso productivo en áreas montañosas.

## Trazado y cruces
| km   | Localidad / Punto       | Departamento | Conexión / Ruta |
| ---- | ----------------------- | ------------ | --------------- |
| 0,0  | Santa María de Pantasma | Jinotega     | Inicio          |
| 7,8  | Comunidad El Ocote      | Jinotega     | Camino rural    |
| 16,2 | Peña Blanca             | Jinotega     | Fin de ruta     |

## Coordenadas
Uno de los tramos de la NN‑66 puede ser encontrado en las coordenadas: 13°28′43″N 85°54′48″O / 13.4786, -85.9132